# ムシカ・デ・マエストロス
ムシカ・デ・マエストロス（スペイン語: Música de Maestros）は、1989年2月22日にケーナ奏者ロランド・エンシーナスによって設立された、ボリビアのメスティーソおよびクリオージャによる楽団。2年にわたる国立文化人類機関での研究と採集の後に、共同設立者であるヨランダ・マスエロスと共に選別した様々な時代の著名なボリビア音楽作曲家による旋律が、このプロジェクトの端緒である。
最初のアルバムの録音時には特定のメンバーはおらず、「巨匠たちの音楽を世にしらしめる」という提案に賛同したソロ奏者たちが集うことで、録音がなされた。
1988年6月10日には初発表では、上の録音のレパートリーの一部が首都ラパスのアルベルト・サアベドラ・ペレス市民劇場が披露された。
1989年２月22日には一般公演として、本楽団の名義でデビューを果たした。
ムシカ・デ・マエストロスの名前は「巨匠たちによる音楽の演奏」ではなく、作曲を通じてボリビアの全ての時代においてボリビア音楽に革命と豊穣をもたらした「巨匠たちの音楽」を意味する。

## メンバー構成
人数は時により異なるが、おおよそ20から30、25周年記念イベントでは50名を超える音楽家が集結した。
主な楽器は以下のとおり:
- ケーナ
- サンポーニャ
- フレンチホルン
- コンセルティーナ (イングリッシュ)
- チャランゴ
- フラットマンドリン
- ギター
- ボンボ
- スネアドラム
- シンバル
- チャフチャス
- ヴァイオリン
- ヴィオラ
- チェロ
- コントラバス
- うた

## ディスコグラフィー
19世紀末以降のボリビアの重要な音楽作品を取り扱った20枚のCD、および７のビデオ作品をこれまでに発表している。

### ディスク

#### スタジオアルバム
- Vol. I (1989)
- Vol. II (1992)
- Vol. III (1994)
- Vol. IV (1995)
- Vols. I y II (1996)
- Vol. V -Recantando- (1998)
- Vol. VI -Supay- (1999)
- Vol. VII (2000)
- Vol. VIII (2001)
- Vols. III y IV (2002)
- Vol. IX-Nuestra Navidad- (2003)
- Vol. X-Escenas de la Altipampa Boliviana- (2004)
- Vol. XI-Surimana- (2006)
- Vol. XII (2006)
- Vol. XIII -Bicentenario de la Gesta Libertaria- (2009)
- Vol. XIV-Bicentenario- (2009)
- Vol. XV (2012)
- Vol. XVI -Esencia del Carnaval Paceño (2012)
- Vol. XVII -Tupa Cattari- (2012)
- Vol. XVIII -Camino de la Música Boliviana- (2015)

#### アルバムのコラボレーション
- Homenaje a una Generacion Historica [Jenny Cardenas] (1998)
- Homenaje a una Generacion Historica 2 [Jenny Cardenas] (2008)

### 映像作品
- Música de Maestros (1998)
- Supay (2001)
- El Color del Tiempo (2005)
- Escenas de la Altipampa Boliviana (2006)
- Música de Maestros en Concierto (2010)
- 25 años Música de Maestros (2014)
- El Color del Tiempo [nueva grabación] (2014)
- Vol. XVIII -Camino de la Música Boliviana- (2015)